# كريستر بيوركمان
كريستر بيوركمان (بالسويدية: Christer Björkman)‏ (و. 1957  م) هو مغني سويدي، ولد في بوروس، شارك في مسابقة الأغنية الأوروبية 1992.

## وصلات خارجية
- كريستر بيوركمان على موقع IMDb (الإنجليزية)
- كريستر بيوركمان على موقع ميتاكريتيك (الإنجليزية)
- كريستر بيوركمان على موقع روتن توميتوز (الإنجليزية)
- كريستر بيوركمان على موقع ميوزك برينز (الإنجليزية)
- كريستر بيوركمان على موقع أول ميوزيك (الإنجليزية)
- كريستر بيوركمان على موقع ديسكوغز (الإنجليزية)
- كريستر بيوركمان في قاعدة بيانات الأفلام على الإنترنت